# Киселёв, Иван Герасимович
Иван Герасимович Киселёв (1923-1945) — лейтенант Рабоче-крестьянской Красной Армии, участник Великой Отечественной войны, Герой Советского Союза (1945).

## Биография
Иван Киселёв родился в сентябре 1923 года в селе Григоровка (ныне — Великобурлукский район Харьковской области Украины). После окончания неполной средней школы работал в колхозе. В 1941 году Киселёв был призван на службу в Рабоче-крестьянскую Красную Армию. С 1942 года — на фронтах Великой Отечественной войны. В 1943 году он окончил курсы младших лейтенантов. К марту 1945 года лейтенант Иван Киселёв командовал взводом противотанковых ружей 436-го стрелкового полка 155-й стрелковой дивизии 26-й армии 3-го Украинского фронта. Отличился во время освобождения Венгрии.
7 марта 1945 года Киселёв участвовал в бою около населённого пункта Шерегейеш в 11 километрах к юго-востоку от Секешфехервара. Его взвод уничтожил 2 танка и большое количество пехоты противника, но и сам понёс большие потери. Когда кончились боеприпасы, Киселёв с двумя противотанковыми минами бросился под немецкий танк, ценой своей жизни уничтожив его.
Указом Президиума Верховного Совета СССР от 29 июня 1945 года лейтенант Иван Киселёв посмертно был удостоен высокого звания Героя Советского Союза. Также посмертно был награждён орденом Ленина.
В честь Киселёва названа школа в его родном селе.